# Pterolophia biloba
Pterolophia biloba là một loài bọ cánh cứng trong họ Cerambycidae.